# Popcorn und Himbeereis
Popcorn und Himbeereis ist ein deutsches Filmlustspiel aus dem Jahre 1978 von Franz Josef Gottlieb.

## Handlung
Vivi, Angestellte im Möbelhaus „kika“, radelt durch München, um die Tageseinnahmen in Höhe von 17.000 DM kurz vor der Schließung zur Bank zu bringen. In deren Nähe trifft sie ihre Freundin Bea, deren Noch-Freund im Café gegenüber sitzt und dem Vivi nun das Beziehungs-Aus vermitteln soll. Im Gegenzug will Bea die gelbe Tüte mit der hohen Geldsumme zur Bank bringen. Sie ist gerade dabei, die Bank zu betreten, als ihr neuer Stecher Bob in einem quittengelben VW-Käfer Cabrio vorfährt und wild hupt. Bea kümmert sich nicht mehr um die Einzahlung und springt mit den Tageseinnahmen kurzerhand in Bobs Auto. Der ist von Beruf Lagerverwalter in ebendiesem Möbelhaus, bei dem heute der Juniorchef Bobby Hansen vertretungsweise die Leitung der Firma übernommen hat, während der eigentliche Boss, der alte Hansen, die zweiwöchigen Betriebsferien zum Urlaub nutzt. Vorher muss er telefonisch noch eine verärgerte Kundin, die Hoteliersfrau Margot Zavattini, beruhigen, die ihre Bettenlieferung noch nicht erhalten hat.
Die ebenso blonde wie etwas einfältige Bea glaubt, dass ihr Typ Bob der Sohn des Möbelhausbesitzers sei. Die beiden wollen ein Schäferstündchen im Möbellager verbringen, ausgerechnet in einem der Betten, deren Zulieferung Frau Zavattini wütend angemahnt hat. Beim Entkleiden von Bea wirft Bob achtlos die Tüte mit den Firmengeldern beiseite, die in der Bettritze versinkt. Der echte Juniorchef wird derweil verdonnert, die benötigten Betten persönlich beim Hotel Zavattini am Wörthersee abzuliefern. Bobby Hansen verlädt die sechs Betten und zwei weitere, in der Nähe von Velden bestellte, in einen Transporter des Möbelhauses. Als Vivi erfährt, was passiert ist, eilt sie mit Bea und deren Lover zum Bettenlager, doch das besagte Bett ist bereits unterwegs nach Österreich. Vivi und Bea reisen mit dem Zug nach und lernen während der Fahrt den dicken Dauersingle Jonny kennen. Der soll im Hotel Zavattini eine Stelle als Discjockey antreten. Nachdem dort aber unerwartet Yvonne, die Geliebte des Hoteliers Alexander Zavattini anreist, gibt der diese vor seiner Frau flugs als Discjockey vom Arbeitsamt aus. So bekommt Jonny nur den Job eines Aushilfskellners, den er mit größtmöglicher Trotteligkeit verrichtet. Jonny stellt den beiden Hübschen aus dem Zug nach, Frau Zavattini verlustiert sich mit dem raubauzigen Berliner Hotelgast Otto Bronsky und der Hotelier lässt sich gern von der ihn stets nackt „überfallenden“ Yvonne becircen. Koch Fredy und die Politesse Sandra, örtliche Verkehrsüberwacherin, beginnen in der Hoteldisco ein Verhältnis. Das dralle Zimmermädchen Pamela wiederum hat es auf den korpulenten Jonny abgesehen, der mit ihr nicht so recht will. Der echte Juniorchef Bobby übernachtet ebenfalls im Hotel. Er findet sofort Gefallen an Vivi, die ihm noch nie begegnet ist und ihn daher auch nicht erkennt. Sie hält ihn für einen Lieferfahrer.
Vivi erzählt Bobby von ihrem Malheur und ihrer Angst, dass ihr Chef, der alten Hansen, sie hinauswerfen wird. Nachdem die sechs angelieferten Betten durchsucht sind, geht es zu Nummer sieben in einem nahe gelegenen Nonnenkloster. Vivi, Jonny und Bobby finden als Ordensschwestern verkleidet das Geld dort ebenfalls nicht. Bett Nummer acht befindet sich im Klagenfurter Krankenhaus. Die mittlerweile ineinander verliebten Bobby und Vivi sowie Bea durchstöbern die Krankenzimmer. In einem liegt ein schwer kranker, alter Mann und hat eine gelbe Tüte in der Hand. Im Glauben, nun endlich das Geld gefunden zu haben, rennen die Freunde mit der Tüte aus dem Krankenhaus und müssen feststellen, dass der Alte in der Tüte lediglich eine Räucherwurst, seine heimliche Vesper, versteckt hielt. Wenig später findet der Kranke die gesuchte gelbe Tüte und glaubt, es wäre die Vesper. Doch sie enthält 17.000 DM. Das Geld könnte der schwerkranke Greis gut für seine dringend benötigte Operation gebrauchen, die jetzt finanzierbar erscheint. Obwohl Vivi damit der Jobverlust und Schlimmeres droht, entscheidet sie sich dafür, dem Alten das Geld zu überlassen, als sie von dem Geldfund und von dessen Krankengeschichte in der Zeitung liest. Bobby ist davon schwer beeindruckt. Er gibt sich Vivi gegenüber als Juniorchef der kika-Möbelfirma zu erkennen. Als der alte Hansen gleichfalls in Velden auftaucht, muss der zuvor eingetroffene falsche Juniorchef Bob Fischer seine Prahlerei gegenüber seiner Freundin Bea eingestehen. Die aber hält zu ihm, und auch aus Bobby Hansen und Vivi wird ein Paar.

## Produktionsnotizen
Die 22 Drehtage umfassenden Dreharbeiten zu Popcorn und Himbeereis fanden vom 10. August bis zum 14. September 1978 in Pörtschach, Velden und Umgebung sowie in München statt. Die Fertigstellung des Films erfolgte am 9. Oktober 1978, uraufgeführt wurde Popcorn und Himbeereis am 27. Oktober 1978 in vier bundesdeutschen Kinos in Stuttgart, Passau, Lippstadt und Traunstein.
Erich Tomek übernahm die Produktionsleitung, Otto W. Retzer die Aufnahmeleitung.

## Kritik
„Sexkomödie um einen im Bett verlorengegangenen größeren Geldbetrag. Mit Disco-Hintergrundmusik auf jugendlich getrimmt. Peinlicher Blödsinn.“